# Maulers, Oise
Maulers là một xã thuộc tỉnh Oise trong vùng Hauts-de-France tây bắc nước Pháp. Xã này nằm ở khu vực có độ cao trung bình 160 mét trên mực nước biển.